# Devil (album của Super Junior)
Devil là album tổng hợp được phát hành bởi nhóm nhạc nam Hàn Quốc Super Junior, được phát hành vào ngày 16 tháng 7 năm 2015, bởi SM Entertainment. Được phát hành dưới dạng "album đặc biệt", album có 9 thành viên, đánh dấu sự trở lại của Yesung sau nghĩa vụ quân sự bắt buộc của anh. Album cũng là album đầu tiên không có Shindong và Sungmin, do nghĩa vụ quân sự bắt buộc. Devil là album cuối cùng có sự góp mặt của Kangin trước khi ngừng hoạt động và cuối cùng rời khỏi Super Junior vào năm 2019.
Đây là album nhằm kỷ niệm chặng đường 10 năm sự nghiệp ca hát của nhóm.

## Bối cảnh
Sau khi thông báo rằng Super Junior đã trở lại với album đặc biệt Devil vào ngày 16 tháng 7 để kỷ niệm 10 năm của nhóm, S.M. Entertainment đã phát hành một đoạn teaser trailer, nâng cao dự đoán của người hâm mộ cho sự trở lại. Công ty cho biết, 'Tình bạn và sự tin tưởng giữa các thành viên cùng với lòng biết ơn đối với tình yêu của người hâm mộ là nền tảng cho album.'

## Danh sách bài hát
| STT              | Nhan đề                                         | Phổ lời                          | Phổ nhạc                                                                                             | Thời lượng |
| ---------------- | ----------------------------------------------- | -------------------------------- | --- | ---------- |
| 1.               | "Devil"                                         | Kenzie                           | Kenzie, The Stereotypes, Micah Powell                                                                | 3:36       |
| 2.               | "Simply Beautiful"                              | Cho Yoonkyoung                   | Hyuk Shin, DK, Marco Reyes (a.k.a. Mrey), Jarah Gibson, Jeffrey Patrick Lewis (a.k.a. Jeffrey Lewis) | 4:03       |
| 3.               | "Stars Appear..." (별이 뜬다)                   | Epitone Project                  | Epitone Project                                                                                      | 3:45       |
| 4.               | "Good Love"                                     | Kenzie                           | Kenzie, Stereotypes, Micah Powell                                                                    | 3:20       |
| 5.               | "We Can" (SJ-KRY)                               | Lee Seunghwan                    | Lee Seunghwan, Hwang Seong Je                                                                        | 3:58       |
| 6.               | "Don't Wake Me Up" (SJ-D&E)                     | Donghae, Team One Sound          | Donghae, Team One Sound                                                                              | 3:08       |
| 7.               | "Love At First Sight" (첫눈에 반했습니다; SJ-T) | Kang Junwoo                      | Kang Junwoo                                                                                          | 3:44       |
| 8.               | "Forever With You" (每天; SJ-M)                 | Zhou Mi                          | Andreas Oberg, Martin K, lLANG                                                                       | 3:12       |
| 9.               | "Rock'n Shine!"                                 | Kim Yoonah                       | Kim Yoonah                                                                                           | 3:55       |
| 10.              | "Alright"                                       | Donghae, Eunhyuk, Team One Sound | Donghae, Team One Sound                                                                              | 3:55       |
| Tổng thời lượng: | Tổng thời lượng:                                | Tổng thời lượng:                 | Tổng thời lượng:                                                                                     | 36:36      |

| Magic (Repackaged Edition) | Magic (Repackaged Edition)                                            | Magic (Repackaged Edition)                | Magic (Repackaged Edition)                                                                           | Magic (Repackaged Edition) |
| STT                        | Nhan đề                                                               | Phổ lời                                   | Phổ nhạc                                                                                             | Thời lượng                 |
| -------------------------- | --------------------------------------------------------------------- | ----------------------------------------- | --- | -------------------------- |
| 1.                         | "Magic"                                                               | Cho Yoon Kyung                            | Purple J (이주형), G-High, Thomas Sardorf                                                            | 3:35                       |
| 2.                         | "Devil"                                                               | Kenzie                                    | Kenzie, The Stereotypes, Micah Powell                                                                | 3:36                       |
| 3.                         | "Simply Beautiful"                                                    | Cho Yoonkyoung                            | Hyuk Shin, DK, Marco Reyes (a.k.a. Mrey), Jarah Gibson, Jeffrey Patrick Lewis (a.k.a. Jeffrey Lewis) | 4:03                       |
| 4.                         | "You Got It" (놈, 놈, 놈; Leeteuk, Heechul, Yesung, Eunhyuk, Donghae) | Leeteuk, Heechul, Eunhyuk, Team One Sound | The Stereotypes, Three                                                                               | 4:23                       |
| 5.                         | "Dorothy" (도로시; SJ-KRY)                                            | Kim Jin Ah                                | Lee Sang Jun                                                                                         | 4:24                       |
| 6.                         | "Sarang♥" (Leeteuk, Heechul)                                          | Heechul, Team One Sound                   | Leeteuk, Team One Sound                                                                              | 3:17                       |
| 7.                         | "Stars Appear..." (별이 뜬다)                                         | Epitone Project                           | Epitone Project                                                                                      | 3:45                       |
| 8.                         | "Good Love"                                                           | Kenzie                                    | Kenzie, Stereotypes, Micah Powell                                                                    | 3:20                       |
| 9.                         | "We Can" (SJ-KRY)                                                     | Lee Seunghwan                             | Lee Seunghwan, Hwang Seong Je                                                                        | 3:58                       |
| 10.                        | "Don't Wake Me Up" (SJ-D&E)                                           | Donghae, Team One Sound                   | Donghae, Team One Sound                                                                              | 3:08                       |
| 11.                        | "Love At First Sight" (첫눈에 반했습니다; SJ-T)                       | Kang Junwoo                               | Kang Junwoo                                                                                          | 3:44                       |
| 12.                        | "Forever With You" (每天; SJ-M)                                       | Zhou Mi                                   | Andreas Oberg, Martin K, lLANG                                                                       | 3:12                       |
| 13.                        | "Rock'n Shine!"                                                       | Kim Yoonah                                | Kim Yoonah                                                                                           | 3:55                       |
| 14.                        | "Alright"                                                             | Donghae, Eunhyuk, Team One Sound          | Donghae, Team One Sound                                                                              | 3:55                       |
| Tổng thời lượng:           | Tổng thời lượng:                                                      | Tổng thời lượng:                          | Tổng thời lượng:                                                                                     | 52:15                      |